# Ihlea racovitzai
Ihlea racovitzai är en ryggsträngsdjursart som först beskrevs av Van Beneden och Selys Longchamp 1913.  Ihlea racovitzai ingår i släktet Ihlea och familjen bandsalper.
Artens utbredningsområde är Södra Ishavet. Inga underarter finns listade i Catalogue of Life.